# Atlantida: Întoarcerea lui Milo
Atlantida 2: Întoarcerea lui Milo a fost lansat în anul 2003 și este un film de animație produs de Disney, fiind continuarea peliculei de succes Atlantida: Imperiul dispărut.
Inițial Disney a conceput o continuare denumită Shards of Chaos / Fărâme ale Haosului, dar a fost abandonat ulterior. Continuarea este compusă din trei povestiri distincte, fiind de asemenea continuarea unui serial denumit Echipa Atlantidei ce nu a mai fost continuat.

## Distribuție
- Cree Summer - Regina Kidagakash "Kida" Nedakh
- James Arnold Taylor - Regele Milo James Thatch
- John Mahoney - Preston B. Whitmore
- Jacqueline Obradors - Audrey Rocio Ramirez
- Don Novello - Vincenzo "Vinny" Santorini
- Corey Burton - Gaëtan "Mole" Molière
- Phil Morris - Doctor Joshua Strongbear Sweet
- Florence Stanley - Wilhelmina Bertha Packard
- Frank Welker - Obby, Mantell
- Steven Barr - Jebidiah Allerdyce "Cookie" Farnsworth (the late Jim Varney’s replacement)
- Clancy Brown - Edgar Volgud
- Jean Gilpin - Inger Eliassen
- Kai Rune Larson - Seaman, Gunnar
- Bill Fagerbakke - Sven
- Thomas F. Wilson - Ashton Carnaby
- Floyd Red Crow Westerman - Chakashi
- Jeff Bennett - Sam McKeane
- W. Morgan Sheppard - Erik Hellstrom

## Echipa
- Greg Weisman - Regizor de voce